# Maharishi-hatás
A Maharishi-hatás egy tudományosan igazolt elv, amely kimondja, hogy ha egy adott népességnek csupán az 1%-a meditál, az koherenciateremtő, pozitív hatással bír a népesség fennmaradó részére is.

## Leírása
A vizsgálatok szerint a transzcendentális meditáció gyakorlása egyedülállóan koherens agyi működést eredményez, és ez megnövekedett agyhullám-koherenciát idéz elő a meditáló ember környezetében lévő más embereknél is. Emiatt lehetséges az, hogy a nagy csoportokban végzett meditációs kísérletek eredményei szerint ott, ahol a lakosságnak 1%-a meditált, kimutathatóan csökkent a társadalom negatív tendenciáinak statisztikája: például az erőszakos bűncselekmények száma, az autólopások száma, a csecsemőhalandóság, az autóbalesetek száma.
Ahogy Maharisi Mahes jógi, a transzcendentális meditáció programjának megalapítója fogalmaz, akiről az elvet elnevezték: "Minden erőszakos cselekmény, negatívum, konfliktus, válság vagy probléma egy társadalmon belül pusztán a kollektív tudatban növekvő stressz következménye. Amikor a stressz szintje elég magas, akkor ez külső erőszak és háború, vagy belső bűnözés, balesetek és más rendellenességek formájában robban ki."
Ugyanezen logika alapján ha egy kritikus számú (1%) embercsoport a saját stresszeit csökkentve egy rendezett, koherens tudatállapotba kerül a meditáció által, az pozitív irányban hat a környezetre is.
Később Maharishi – aki maga is végzett fizikus volt – felhívta a kutatók figyelmét a TM-Szidhi program fokozott hatásaira is. A kutatók azt találták, hogy amennyiben egy nagyobb csoport egy adott helyen egyszerre gyakorolja a TM-Szidhi programot, vagyis a transzcendentális meditáció haladó technikáját, akkor a lakosság egy százalékának csupán a négyzetgyöke is elegendő a pozitív hatás létrehozásához. Az elvre „kiterjesztett Maharishi-hatás”-ként utalnak a tanulmányokban.

## Kutatási példák
- Az egyik legismertebb kutatás 1994. július-augusztusában zajlott, amelyet a Social Indicator Research című szaklapban publikáltak. A megadott időszakban mintegy 4000 ember gyűlt össze Washingtonban, hogy a transzcendentális meditációt és a TM-Szidhi programot gyakorolja. Annak biztosítására, hogy a tanulmány a tudományos kutatási módszertannak maradéktalanul megfeleljen és publikálható legyen, 27 független tudóst hívtak össze (köztük szociológusokat, kriminológusokat, rendőröket, a washingtoni kormány tagjait), hogy megfigyeljék, ellenőrizzék és elemezzék az eseményt. A rendezvény céljáról előre értesítették a sajtó képviselőit, miszerint 20%-os csökkenést várnak Washington bűnözési statisztikáiban. Abban az időben a washingtoni kormány évi kb. 1 millió dollárt költött a bűnözés elleni harcra úgy, hogy közben évi 10%-os emelkedést regisztrált a bűnözési statisztikákban. Az alatt az időtartam alatt, amíg a meditáló csoport létszáma valóban elérte a 4000 főt, a bűnözési ráta 23,3%-kal csökkent. Annak a valószínűsége, hogy ez a véletlennek köszönhető, egy volt az 500 millióhoz (P=0,000000002).[2]
- Egy két hónapos izraeli TM-találkozó idején 1983-ban a napokra lebontott elemzés szerint a halálos áldozatok száma 76%-kal csökkent a szomszédos Libanonban folyó háborúban (p=<0,0001). Ezzel egy időben csökkent a bűnözés, a közúti balesetek és a tűzesetek száma is Izraelben. Más lehetséges okok (pl. hétvége, ünnepnap, időjárás) statisztikailag ellenőrizve és kizárva.[3]
- 24 városban, ahol a lakosság 1%-a elkezdte gyakorolni a TM-technikát, a bűnözés mintegy 22%-kal csökkent, összehasonlítva 24 kontrollvárossal (p<0,001). A bűnözés csökkenő tendenciája fennmaradt az 1%-os határ elérése utáni öt évben is. A bűnözésre hatással levő egyéb tényezőket ellenőrizték (népsűrűség, átlagos iskolázottsági szint, munkanélküliség stb).[4]